# Chiesa di San Nicolò (Predazzo)
La chiesa di San Nicolò è la chiesa cimiteriale di Predazzo in Trentino. Pur essendo edificio comunale fa parte della zona pastorale di Fiemme e Fassa ed è il primo luogo di culto locale risalendo al XVI secolo.

## Storia

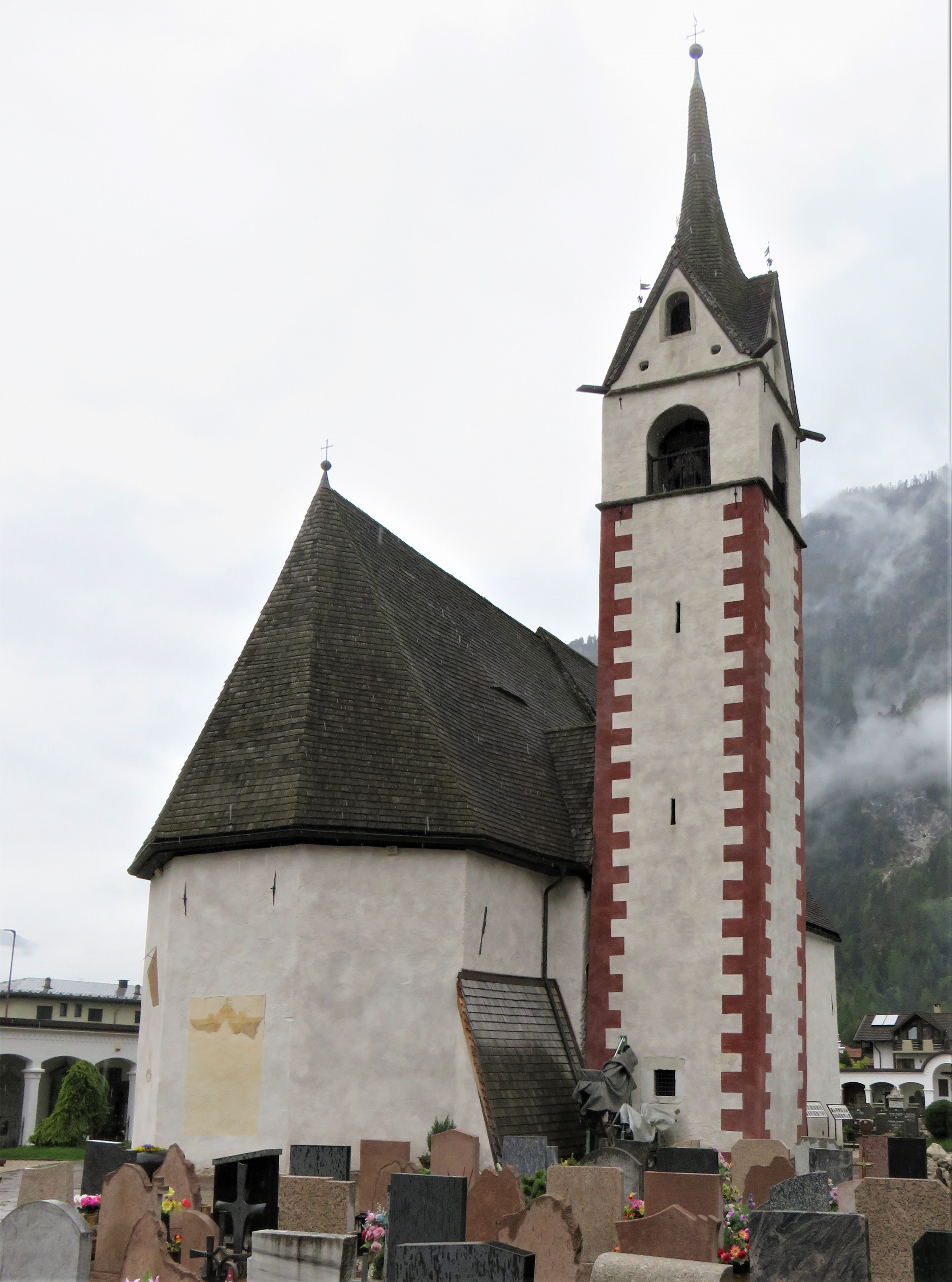
Zona absidale e torre campanaria.

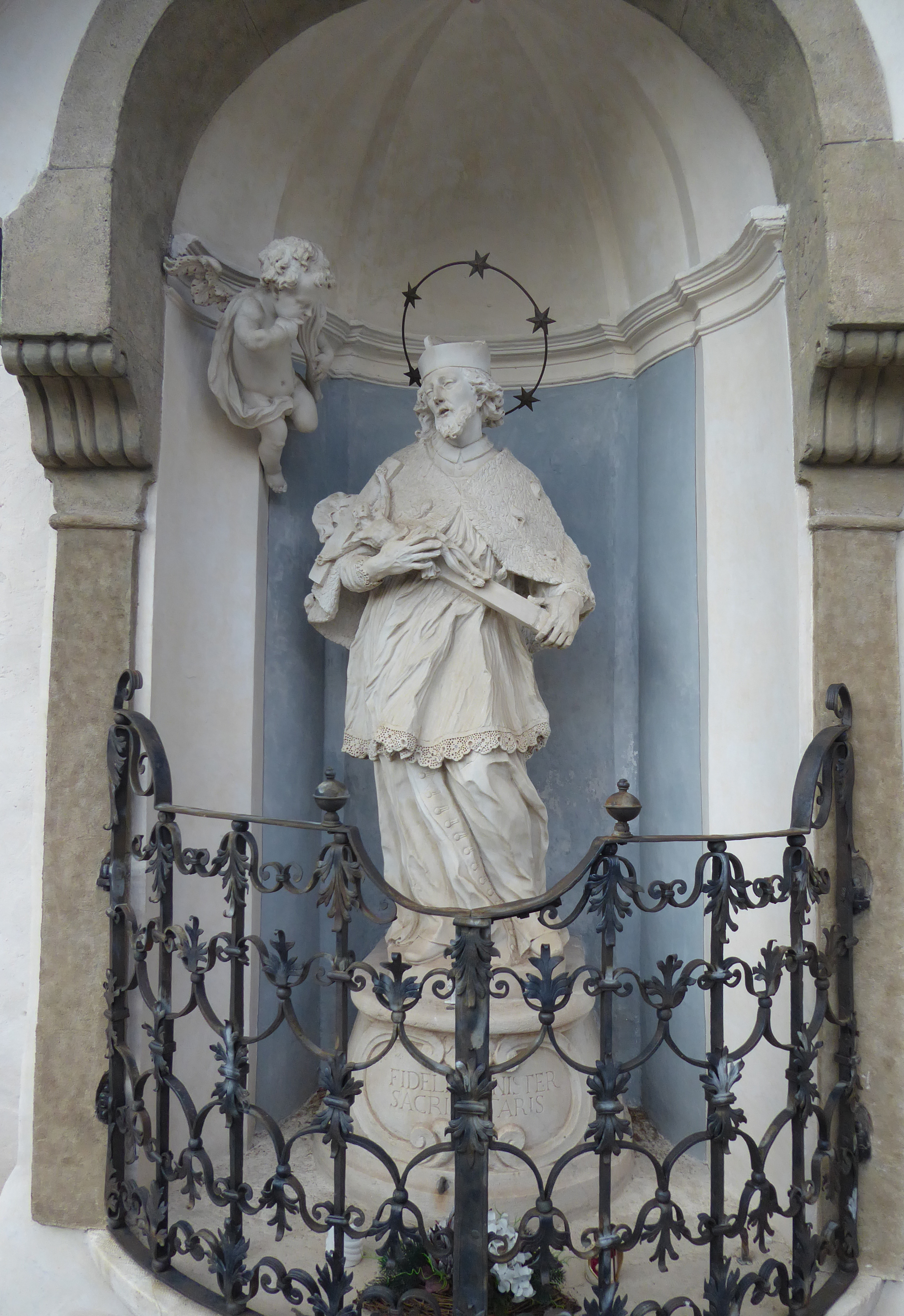
Statua che raffigura San Giovanni Nepomuceno nella nicchia dell'edicola laterale a destra.

La prima chiesa di Predazzo fu quella di San Nicolò edificata nel XVI secolo sul sito dove sembra fosse presente in precedenza una piccola cappella con dedicazione a San Giovanni Nepomuceno, santo protettore dalle alluvioni.
Il luogo in passato era soggetto alle inondazioni provocare dal torrente Travignolo. 

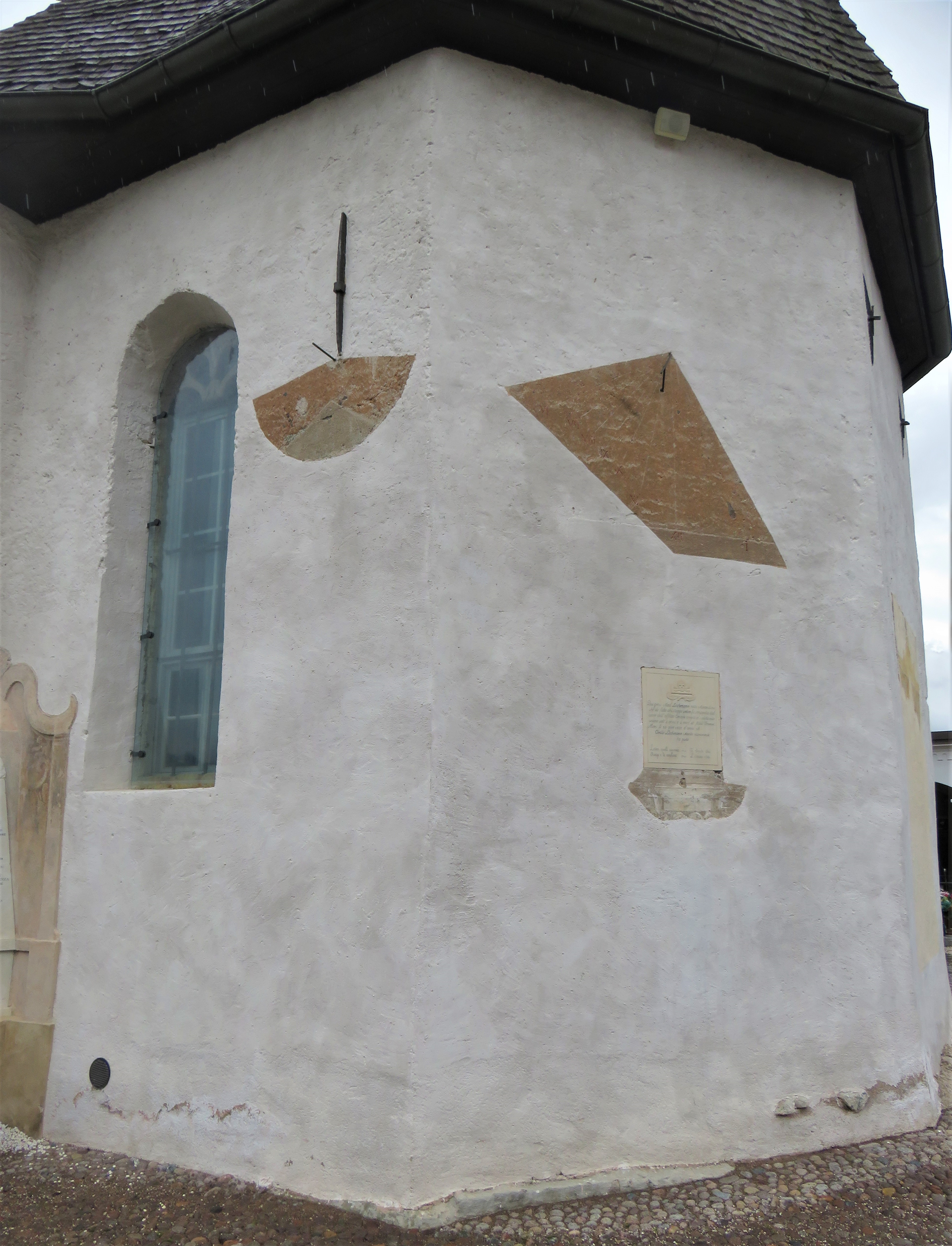
Zona absidale con meridiane e lapide.

Durante il secolo successivo fu oggetto di un intervento di ampliamento della sala e sul portale dell'ingresso è riportata la data 1601.

## Descrizione

### Esterni
La chiesa si trova in località Pè de Pardàc all'interno dell'area cimiteriale della comunità e mostra il tradizionale orientamento verso est. La facciata a capanna in stile gotico è molto semplice e austera e si accede al portale con arco a sesto acuto attraverso una brevissima scala con quattro gradini. Ai lati vi sono due finestre rettangolari con inferriata e sopra, in asse, la finestra a lunetta porta luce alla sala. 
Sulla fiancata destra la Regola Feudale ha collocato nel 1752 l'edicola con la statua che raffigura San Giovanni Nepomuceno. La torre campanaria si alza in posizione arretrata sulla sinistra, mostra alcune feritoie e i suoi spigoli sono rifiniti con decorazioni che simulano muratura. La cella campanaria si apre con quattro finestre a monofora e si conclude con la copertura apicale a piramide acuta ottagonale rifinita con scandole.

### Interni
La navata interna è unica ed ampia con parte presbiteriale leggermente rialzata.
Sul portale laterale si conserva la tela ottocentesca raffigurante lo Sposalizio della Vergine. L'altare ligneo laterale destro, del Rosario, attribuito allo scultore gardenese Domenico Vinazer (1666- 1734/1737), datato 1706 fu commissionato dalla confraternita del Rosario, ma qui trasferito verso il 1876 dalla chiesa parrocchiale. Vi si conserva una macchina processionale con baldacchino, basamento, manichini vestiti della Madonna e del Bambino e relativi accessori, realizzata tra Seicento e Settecento da vari artisti trentini.
L'altare maggiore è in legno scolpito e dorato. Nella sala si conserva il gruppo ligneo scolpito raffigurante la Madonna con Bambino. Negli armadi sono conservati vessilli e gonfaloni appartenenti alla Regola Feudale di Predazzo. Nella parete sinistra della sala si trova il monumento funebre di Bartolomeo Rasmo, pittore di Predazzo, e le decorazioni ad affresco sono attribuite al padre, Tommaso Rasmo.